# Есаулка (приток Ницы)
Есаулка — река в России, протекает по Свердловской области. Устье реки находится в 202 км по левому берегу реки Ница. Длина реки составляет 24 км, площадь водосборного бассейна 280 км².
В 6,5 км от устья по правому берегу впадает река Продольная.
Система водного объекта: Ница → Тура → Тобол → Иртыш → Обь → Карское море.

## Данные водного реестра
По данным государственного водного реестра России относится к Иртышскому бассейновому округу, водохозяйственный участок реки — Ница от слияния рек Реж и Нейва и до устья, речной подбассейн реки — Тобол. Речной бассейн реки — Иртыш.
Код объекта в государственном водном реестре — 14010501912111200006944.